# Лондонски споразум (1867)
Лондонски споразум (фр. Traité de Londres) познат као и Други лондонски споразум, био је међународни споразум потписан 11. маја 1867. године. Споразум је потписан након Аустро-пруског рата и Луксембуршке кризе и њиме је решен већи број међународних несугласица. Његове одредбе имале су велики утицај на Луксембург и односе европских великих сила. Директна последица било је ступање у персоналну унију Луксембурга и Холандије под кућом Орање-Насау. Потврђена је и неутралност Луксембурга успостављена Првим лондонским споразумом. Луксембуршка утврђења, позната под називом Северни Гибралтар, разорена су и никада након тога нису обновљена. 
Споразум су потписале:
- Аустријска империја
- Краљевина Белгија
- Француска империја
- Краљевина Италија
- Краљевина Холандија
- Краљевина Пруска
- Руска Империја
- Уједињено Краљевство